# Zambia
Lo Zambia, ufficialmente Repubblica dello Zambia o Repubblica della Zambia (in inglese Republic of Zambia), è uno Stato (752614 km², 11 668 000 abitanti nel 2005) dell'Africa centro-meridionale.
Confinante a nord con la Repubblica Democratica del Congo, a nord-est con la Tanzania, a est con il Malawi, a sud con Mozambico, Zimbabwe, Botswana e Namibia, e a ovest con l'Angola, lo Zambia non ha sbocchi sul mare. In passato noto con il nome di Rhodesia Settentrionale (da Cecil Rhodes), il suo nome attuale si riferisce invece al fiume Zambesi.
Lo Zambia è una repubblica presidenziale nell'ambito del Commonwealth, membro delle Nazioni Unite e dell'Unione Africana. La lingua ufficiale è l'inglese.

## Storia

### Storia antica
Fino a circa duemila anni fa la regione dello Zambia fu abitata dal popolo di cacciatori-raccoglitori Khoisan. I Khoisan iniziarono ad allontanarsi dalla regione in seguito all'immigrazione di popoli più tecnologicamente avanzati, con i quali alcuni gruppi Khoisan si mescolarono. Le più importanti immigrazioni si ebbero durante l'espansione Bantu, a partire dal XII secolo, in seguito alle quali le lingue bantu divennero predominanti nella regione.
Fra i popoli bantu i primi a insediarsi nello Zambia furono i Tonga (o Batonga), provenienti dall'estremo oriente dell'Africa. Anche gli Nkoya giunsero in Zambia in tempi antichi, forse dai regni Luba-Lunda del nord. Ancora di origine Luba e Lunda furono gli immigranti che fra il XVII e il XIX secolo giunsero in Zambia dal Congo e dall'Angola. Dal sud, sempre nel XIX secolo, giunsero gli Ngoni. L'odierna collocazione delle etnie in Zambia era già sostanzialmente consolidata nella seconda metà del XIX secolo.

### Colonizzazione britannica
Gli esploratori portoghesi furono i primi a giungere nella regione dello Zambia, ma non diedero l'avvio a un processo di colonizzazione. Solo dopo la metà del XIX secolo i britannici provenienti da sud iniziarono a giungere nello Zambia, tuttavia, mai in gran numero; erano principalmente esploratori, missionari e mercanti. Nel 1855 il missionario ed esploratore David Livingstone fu il primo europeo a vedere le imponenti cascate dello Zambesi, che lui stesso battezzò Cascate Vittoria. In suo onore la città di Maramba ha una doppia denominazione: Livingstone-Maramba.
Nel 1888 il magnate britannico Cecil Rhodes, che stava estendendo il proprio impero commerciale a partire dal Sudafrica, ottenne da un capo locale (di etnia Lozi) la concessione per lo sfruttamento delle risorse minerarie della zona occidentale dello Zambia, in seguito chiamata Rhodesia del Nord-Ovest. Gli Ngoni, insediati nella parte orientale del paese, rifiutarono di accordarsi in modo analogo con Rhodes, che perseguì la via militare, sconfiggendoli in battaglia e ottenendo il controllo di quella che sarebbe diventata la Rhodesia del Nord-Est.
Nel 1911 la Rhodesia del Nord-Ovest e la Rhodesia del Nord-Est furono unite a formare la Rhodesia Settentrionale. Nel 1923 la compagnia di Rhodes cedette il controllo della regione al governo britannico (lo stesso accadde per la Rhodesia Meridionale, oggi Zimbabwe). Nel 1924 la Rhodesia del Nord divenne un protettorato inglese.

### Verso l'indipendenza
Nel 1953 Rhodesia del Sud e del Nord furono unite fra loro con il Nyassaland (oggi Malawi) nella Federazione di Rhodesia e Nyassaland, nonostante l'opposizione di parte delle popolazioni locali, che nei primi anni sessanta diedero vita a manifestazioni e movimenti politici in favore dello smantellamento della federazione. Figure di spicco di questi moti di protesta furono Harry Mwaanga Nkumbula dell'African National Congress (ANC) e Kenneth Kaunda dello United National Independence Party (UNIP).
In seguito alle elezioni dell'ottobre 1962 il potere legislativo fu conquistato da una difficile coalizione fra ANC e UNIP. Il consiglio decise per lo smembramento della federazione. La Rhodesia Settentrionale ottenne l'indipendenza nel 1964 come Republic of Zambia; Kaunda fu il primo presidente e l'UNIP divenne subito partito unico.

### Dopo l'indipendenza: il regime di Kaunda
Lo Zambia procedette subito a una politica di pacificazione sociale interrazziale e Kenneth Kaunda proclamò il rifiuto di qualsiasi governo di stampo razzista, bianco o nero che fosse. Le varie comunità di "neri" e "bianchi" furono così coinvolte costruttivamente nell'organizzazione del nuovo stato. Tuttavia, lo Zambia indipendente si trovò immediatamente ad affrontare una difficile situazione economica e politica. La formazione di una classe politica e lo sfruttamento sistematico delle risorse del Paese erano infatti ostacolate dal basso tasso di istruzione. Lo Zambia si trovò dunque privo delle competenze gestionali e del capitale tecnologico che gli avrebbero permesso di emanciparsi dall'egemonia europea, specialmente in campo minerario.
Dal punto di vista della politica internazionale, lo Zambia era in difficoltà nei rapporti con gli stati limitrofi a causa della sua presa di posizione antirazzista: in particolare la Rhodesia del Sud (oggi Zimbabwe) e l'Africa del Sud-Ovest (oggi Namibia), amministrata dal governo bianco del Sudafrica. Similmente, lo Zambia negò ogni appoggio ai partiti oltranzisti dei neri e, nei vari Paesi con cui si relazionò, favorì movimenti politici moderati o antisovietici, come per esempio la União Nacional para a Independência Total de Angola (UNITA), la Zimbabwe African People's Union (ZAPU), l'African National Congress del Sudafrica e l'ala multirazziale della South-West Africa People's Organisation (SWAPO). Tale risolutezza ideologica in politica estera ostacolò i rapporti commerciali dello Zambia, che si avviò verso una fase di isolamento. Parziale soluzione fu ottenuta grazie alla costituzione della ferrovia Tanzania-Zambia (con l'assistenza della Repubblica Popolare Cinese), che gli garantì l'accesso al porto di Dar es Salaam in Tanzania. Fu costruito anche un oleodotto da Dar-es-Salaam a Ndola, in Zambia.
Mozambico, Angola e Zimbabwe, alla fine degli anni settanta, ottennero l'indipendenza. Le guerre civili che ne seguirono crearono ulteriori difficoltà allo Zambia, che si ritrovò sommerso da un ingente afflusso di profughi e accusò gli effetti dei danni arrecati alle infrastrutture straniere. Di particolare rilevanza per lo Zambia fu la chiusura della ferrovia del Benguela, che attraversava l'Angola. Inoltre, l'esercito del Sudafrica attaccò ripetutamente elementi dell'ANC rifugiatisi entro i confini dello Zambia. A queste difficoltà belliche si sommò il crollo internazionale del prezzo del rame, principale esportazione dello Zambia. In seguito a questa crisi, l'economia dello Zambia divenne sempre più dipendente da fondi stranieri. Nonostante una parziale cancellazione del debito a metà degli anni novanta lo Zambia rimane uno dei Paesi con il massimo debito pubblico pro capite. Negli anni novanta da ricordare il fallito Colpo di Stato in Zambia del 1997.

### Storia recente
Con l'inizio degli anni '90 e la fine della guerra fredda, il regime monopartitico di Kaunda entrò in una repentina fase di crisi irreversibile, culminata nel novembre 1991 con la sua deposizione e la fine del monopartitismo. A lui successe Frederick Chiluba, fondatore di un eterogeneo movimento, il Movimento per il Multipartitismo e la Democrazia (MMD).
Chiluba organizzò una dura repressione nei confronti dell'ex apparato governativo dell'UNIP, tanto che lo stesso Kaunda fu esiliato in Malawi. Da padre della patria, Kaunda fu improvvisamente dipinto dal nuovo regime come una specie di straniero dominatore (Kaunda infatti è di famiglia di origini malawiane). Un'apposita legge, che vieta a chi non ha genitori e nonni nati in Zambia di presentarsi alle elezioni anche se in possesso della cittadinanza zambiana, impedì, tra l'altro, un'eventuale ricandidatura di Kaunda a ricoprire ruoli politici.
Paradossalmente, tale legge si rivoltò contro lo stesso Chiluba, la cui famiglia, secondo i suoi avversari, avrebbe avuto a sua volta origini zairesi. Tuttavia, Chiluba organizzò un regime piuttosto saldo (con un solo tentativo fallito di golpe nel 1997), ma basato su di un'incredibile corruzione, attraverso il suo MMD, e tenne le redini del paese fino al 2001, allorché fu costretto da pressioni interne al suo stesso partito a cedere il potere al suo ex delfino Levy Mwanawasa. Questi, in breve tempo, gli si scagliò contro in una violenta campagna anticorruzione senza precedenti in Zambia.
Chiluba fu così investito da una serie enorme di scandali e processi finanziari che ne eclissarono definitivamente la figura. Alcuni suoi famigliari, compresa la seconda moglie, sono stati più di recente arrestati per gli stessi reati.
Mwanawasa, nel frattempo, iniziò ad accusare numerosi problemi di salute, che lo videro infine spirare in un ospedale di Parigi il 19 agosto 2008. Già da tempo aveva affidato le redini del governo al suo vice, Rupiah Banda, un vecchio membro dell'UNIP, l'antico partito unico, legatissimo all'UNITA angolano e di posizioni nettamente antizimbabwiane.
Nel settembre del 2011 Michael Sata, del fronte patriottico, lo batté nelle elezioni presidenziali, diventando suo successore alla guida del paese africano. Sata, durante la campagna elettorale, promise di controllare l'espansione economica cinese nell'economia nazionale dello Zambia.
Sata morì nell'ottobre del 2014 e gli succedette temporalmente il suo Vice Guy Scott, fino alle elezioni speciali del gennaio 2015, nelle quali venne eletto Edgar Lungu con il compito di terminare la carica di Sata fino alle elezioni ordinarie dell'agosto 2016, in cui Lungu fu confermato presidente.
Con le elezioni del 12 agosto 2021 Hakainde Hichilema diventa il nuovo presidente dello Zambia, superando di ben 1 milione di voti l'avversario Lungu.
Secondo la commissione elettorale del Paese Hichilema ha ottenuto 2,8 milioni di voti, mentre Lungu si è fermato a 1,8 milioni.

## Geografia

### Morfologia
La regione dello Zambia ha caratteristiche morfologiche piuttosto uniformi. Il territorio è costituito principalmente da altopiani, di altezza variabile fra i 1000 m (centro-sud) e i 1300 m (a nord) che digradano verso sud-ovest nel bacino dello Zambesi. La parte occidentale del paese è caratterizzata da vaste pianure alluvionali, inondate nella stagione delle piogge (da ottobre ad aprile). A est invece la regione è arida e caratterizzata dalla presenza di una savana ricca di arbusti. La foresta equatoriale è presente al nord, nelle zone più piovose e lungo il corso dello Zambesi. I numerosi parchi nazionali, tra cui il Kabue proteggono il ricco patrimonio faunistico. I rilievi (colline e montagne) sono rari e di altezze modeste. A nord-ovest s'innalzano i monti Muchinga, che superano i 1800 m e sono lo spartiacque naturale tra i bacini dello Zambesi e del fiume Congo. Le cime più elevate si trovano sui monti Nyika al confine con il Malawi, che raggiungono i 2164 m.

### Idrografia
Lo Zambia include due grandi bacini fluviali: quello dello Zambesi (a sud) e quello del fiume Congo (a nord).
Nel bacino dello Zambesi, oltre allo Zambesi, i fiumi principali sono il Kafue, il Luangwa e il Kwando. Il Kwando forma il confine sudorientale con l'Angola, per poi dirigersi a est lungo il confine settentrionale della Striscia di Caprivi. Lo Zambesi confluisce con il Kwando per poi scorrere verso est, formando il confine fra Zambia e Zimbabwe. Kafue e Luangwa sono i due principali tributari dello Zambesi.
Prima di convergere nello Zambesi, il Luangwa forma parte del confine con il Mozambico. Le Cascate Vittoria, formate dallo Zambesi, sono fra le più imponenti del mondo, con una larghezza di 1,6 km e un'altezza di 100 m. A valle delle cascate, lo Zambesi forma il lago Kariba. Successivamente, il fiume attraversa il Mozambico e sfocia del Canale di Mozambico (Oceano Indiano).
Il bacino del Congo in Zambia comprende i due grandi fiumi dello Chambeshi e dello Luapula. Il primo costituisce il confine fra Zambia e Repubblica Democratica del Congo, e scarica nelle wetland del Lago Bangweulu, da cui si forma il Luapula.
Il Luapula scorre verso ovest e poi verso nord, formando, insieme al fiume Kalungwishi, il lago Mweru. Sempre nel bacino del Congo si trova il lago Tanganica; uno dei suoi maggiori immissari è il Kalambo, che si sviluppa sul confine fra Zambia e Tanzania e forma le Cascate del Kalambo, le seconde cascate ininterrotte più alte dell'Africa dopo quelle di Tugela (Sudafrica).

### Clima
Il clima dello Zambia è tropicale. La maggior parte del territorio beneficia di una relativa omogeneità climatica, grazie agli estesi altopiani che ne caratterizzano l'orografia. Infatti tra i 900 e i 1200 m durante la stagione secca, da maggio a novembre, il clima è mite. L'escursione termica giorno/notte varia discretamente solo in presenza di piogge notturne, tra dicembre e maggio. Ma solamente tra giugno e agosto la temperatura può passare dai 5 gradi notturni ai 30 del giorno. Sempre sugli altopiani l'umidità relativa è molto contenuta, anche durante la stagione delle piogge.
Bastano infatti due ore di sole per riassorbirla. Le piogge si concentrano durante l'estate e aumentano da sud verso nord. le temperature medie (18 °C in luglio e 24 °C in gennaio) vengono mitigate dall'altitudine anche se la forte continentalità provoca notevoli escursioni termiche giornaliere. Le condizioni non sono le stesse nelle depressioni, ad altezze inferiori ai 500 m. Queste sono le grandi vallate del Luangwa a est, dello Zambesi (il quarto fiume africano per lunghezza) a ovest e a sud quelle del lago Kariba, formato dall'espansione del fiume, sbarrato da un'imponente diga a Siavonga. In queste valli, durante la stagione delle piogge, l'aria può essere davvero pesante, ma durante la stagione secca il clima è piacevole e vicino ai corsi d'acqua si assembrano tutte le creature della savana.

## Popolazione

### Demografia

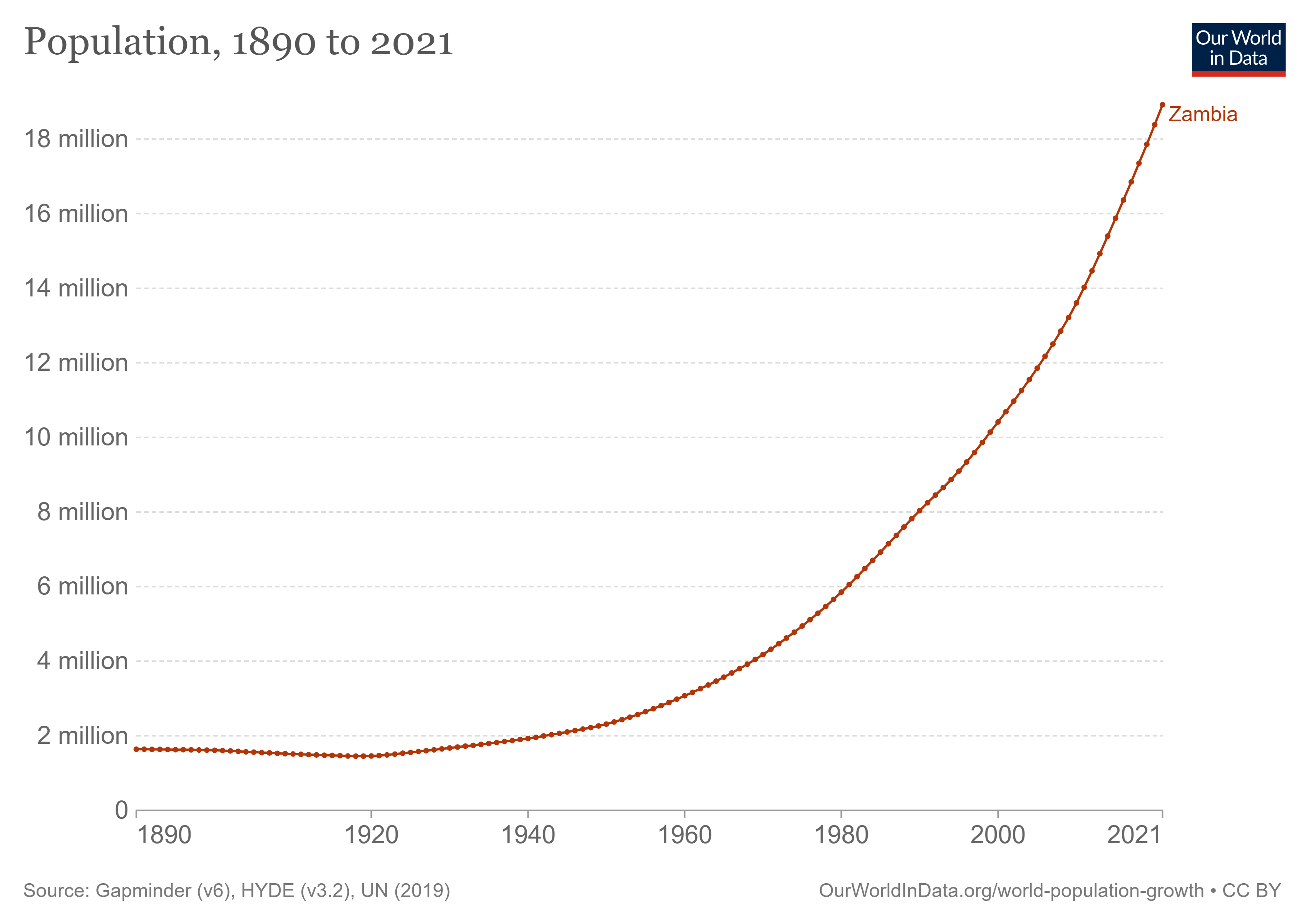
Demografia dello Zambia, dati FAO, 2005; abitanti in migliaia.

All'ultimo censimento (2000) la popolazione complessiva del paese era pari a 9 885 591 persone, stime del luglio 2006 danno una popolazione di 11 502 010 persone. Le stime tengono in considerazione gli effetti dell'elevata mortalità per AIDS, con conseguente abbassamento dell'aspettativa di vita, più elevata mortalità infantile, tassi di crescita della popolazione inferiori e variazioni nella struttura della popolazione per età.
I dati successivi sono stime riferite al luglio 2006:(Dati CIA Factbook)
Struttura per età
- 0-14 anni: 46,3% (maschi 2 673 891/femmine 2 656 268)
- 15-64 anni: 51,3% (maschi 2 925 910/femmine 2 969 324)
- oltre i 65: 2,4% (maschi 117 877/femmine 158 740)

Età media
- totale: 16,5 anni
- maschi: 16,3 anni
- femmine: 16,7 anni

Tasso di crescita della popolazione2,11% (stima 2006)
Natalità41 nascite/1 000 abitanti
Mortalità19,93 decessi/1 000 abitanti
Mortalità infantile
- totale: 86,84 decessi/1 000 nascite
- maschi: 94,08 decessi/1 000 nascite
- femmine: 79,37 decessi/1 000 nascite

Aspettativa di vita
- popolazione totale: 40,03 anni
- maschi: 39,76 anni
- femmine: 40,31 anni

AIDS
- Popolazione adulta con HIV/AIDS: 16,5% (stima 2003)
- Popolazione totale con HIV/AIDS: 920 000 persone (stima 2003)
- Decessi per AIDS: 89 000 (stima 2003)

### Etnie
Nello Zambia convivono circa settanta differenti gruppi etnici neri bantu, pari a circa il 97% della popolazione. I principali gruppi etnolinguistici sono: Bemba (21%), Tonga (14%), Nyanja-Chewa (7%), Lozi (6%), Nsenga (5%), Tumbuka (4%), Ngoni (4%), Lala (3%), Kaonde (3%), Lunda (3%). Nelle zone rurali, questi gruppi etnici sono divisi in diverse aree geografiche; le città (soprattutto Lusaka) e la provincia di Copperbelt (cintura del rame), dove si trovano i principali giacimenti minerari, sono invece spiccatamente multi-etniche. Vi sono quindi piccole percentuali (intorno all'1-2%) di bianchi, all'80% anglosassoni, per la restante parte boeri, stanziati soprattutto a Lusaka e Livingstone-Maramba. Chiudono il quadro un 1% di asiatici, al 95% di etnia indiana e una piccola quota di mulatti e meticci.

### Religione di Stato
La religione predominante, nonché culto ufficiale del paese, è il cristianesimo, tra cui oltre 200.000 Testimoni di Geova. Tuttavia, si riscontrano alcune presenze islamiche.

### Lingua ufficiale
La lingua ufficiale del Paese è l'inglese.

## Ordinamento dello Stato

### Suddivisione amministrativa

Province dello Zambia.

Lo Zambia è amministrativamente suddiviso in province, a loro volta suddivise in distretti. L'entità amministrativa inferiore è il comune (in inglese ward).
La costituzione del 1996 (Constitution of Zambia) (modificata nel 2009 e poi nel 2016), (articolo 109, parte VIII) prevede una suddivisione amministrativa articolata in governi locali, specificando soltanto che le amministrazioni locali devono essere elette democraticamente con suffragio universale.
Le province attuali sono 10; sono elencate di seguito, con i relativi capoluoghi:
1. Provincia Centrale (Kabwe)
2. Provincia di Copperbelt (Ndola)
3. Provincia Orientale (Chipata)
4. Provincia di Luapula (Mansa)
5. Provincia di Lusaka (Lusaka)
6. Provincia di Muchinga (Chinsali)
7. Provincia del Nord (Kasama)
8. Provincia del Nord-Ovest (Solwezi)
9. Provincia del Sud (Livingstone)
10. Provincia dell'Ovest (Mongu)

### Istituzioni
Lo Zambia è uno stato presidenziale ove il Presidente è dotato di supremi poteri decisionali. Nell'esercizio del legislativo è affiancato da un parlamento, originariamente monocamerale, chiamato Assemblea Nazionale, di 158 membri, di cui 150 eletti in partiti, otto di nomina presidenziale (membri esimi). Nel 1991 è stata istituita la camera alta del Parlamento, chiamata Camera dei Capi, che conta 27 membri non elettivi in rappresentanza di tutte le etnie che compongono il Paese.

### Istruzione e università
In Zambia, l'istruzione obbligatoria e gratuita dura in totale nove anni (sette anni di scuola primaria e due di scuola secondaria) e inizia quando lo studente ha circa sette anni di età. Purtroppo, a causa dei tagli delle spese destinate all'istruzione, il tasso di abbandono, sia da parte dei docenti che degli alunni, sta assumendo proporzioni particolarmente drammatiche, specialmente nelle scuole rurali.
L'Università dello Zambia è stata fondata nel 1965 .

### Sanità
Il Paese sta affrontando numerose sfide in ambito medico, infatti negli ultimi anni la percentuale di popolazione che ha iniziato a usufruire di servizi igienici adeguati e acqua potabile si è alzata moltissimo. Comunque, rimangono da affrontare le piaghe dell'AIDS, dell'HIV e della malaria che ancora affliggono gravemente la popolazione di questo Paese. L'aspettativa di vita in Zambia è di 50 anni per gli uomini e 53 per le donne. Il tasso di mortalità alla nascita era, nel 2010, di 470 ogni 100 000 nati.

### Difesa
La difesa dello Zambia è affidata alle Zambian Defence Forces formate dallo Zambian Army (l'esercito), dalla Zambian Air Force (l'aeronautica militare) e dallo Zambian National Service (la gendarmeria), che sono subordinate al Ministero della Difesa. Queste, nel 2003, contavano 15 100 elementi. La forza di polizia è lo Zambian Police Service, subordinata invece al Ministero degli Interni.

## Politica

### Politica interna
Ciò che più ha caratterizzato i governi di Levy Mwanawasa e di Rupiah Banda è stata l'imponente lotta alla corruzione, talora esercitata in forme piuttosto violente nei confronti degli esponenti dei passati regimi.

### Politica estera
Già con Mwanawasa e poi con Banda, lo Zambia si è caratterizzato per una posizione filobritannica, ostile al governo di Robert Mugabe in Zimbabwe e non troppo amica del Sudafrica di Thabo Mbeki. Viceversa ottimi sono i rapporti con il Botswana e i Paesi afro-portoghesi (Mozambico e Angola).

## Economia
L'economia dello Zambia, un tempo paragonabile a quella della media degli stati africani, ha subito negli anni settanta il crollo dei prezzi del rame sul mercato internazionale. Tale evento ha innescato un progressivo declino economico che colloca oggi lo Zambia fra i paesi più poveri del mondo, con il 70% della popolazione sotto la soglia di povertà e uno stipendio medio pro capite annuale di 395 $. Un forte peso economico ha anche la piaga dell'HIV/AIDS, che ha in questo paese proporzioni particolarmente drammatiche, e contribuisce a collocare l'aspettativa di vita alla nascita degli zambiani intorno ai 42 anni. Contemporaneamente, lo Zambia è una delle nazioni più urbanizzate dell'Africa subsahariana; quasi metà della popolazione vive in città, ma in larga parte senza impiego.
Nel 2000, con un debito estero superiore a sei miliardi di dollari, lo Zambia è stato accolto nel programma di riduzione del debito dell'iniziativa HIPC. Le iniziative intraprese dal governo per aderire ai parametri ulteriori imposti dal Fondo Monetario Internazionale per la cancellazione definitiva del debito (in particolare il forte incremento della pressione fiscale) hanno contribuito a inasprire le condizioni di vita della popolazione povera.
L'estrazione del rame rimane tutt'oggi l'attività economica più rilevante, ma la crisi economica ha danneggiato anche questo settore, che ha conosciuto il minimo di produzione nel 1998. La privatizzazione dell'industria del rame nel 2002 ha posto fine all'andamento negativo della produzione annua di rame nel paese. Altre attività economiche più secondarie sono le coltivazioni: in Zambia l'agricoltura è basata più che altro sul miglio, sul sorgo, sulla manioca, su qualche prodotto orticolo, sul cotone, sulle arachidi, sulle canne da zucchero, sul tabacco, sul mais, sulla soia, sulle verdure e sui fiori freschi. Però, anche le industrie stanno iniziando ad avere un grande ruolo nella crescita economica di questo Paese. Le più diffuse sono: quelle estrattive, quelle metallurgiche, le raffinerie di petrolio, quelle tessili, i cementifici, quelle meccaniche, quelle chimiche, quelle alimentari e quelle manifatturiere di tabacco.
Contemporaneamente, il governo zambiano sta mettendo in campo strategie di diversificazione dell'economia, promuovendo l'agricoltura, il turismo, l'estrazione di pietre preziose e la produzione di energia idroelettrica.

### Trasporti
I trasporti avvengono solo tramite aeroporti locali con piccole rotte o tramite delle jeep che attraversano l'intero paese rendendolo accessibile a molti.

### Turismo
Il turismo non è molto sviluppato per colpa di malattie ancora non curabili, per la mancanza di mezzi sufficienti e per la povertà ancora molto diffusa in tutto il paese, ma tuttavia negli ultimi anni è aumentato anche grazie alle molte missioni benefiche di Paesi europei. Esso si concentra al confine con lo Zimbabwe, nelle Cascate Vittoria e nell'ovest della nazione, sullo Zambesi.

## Ambiente

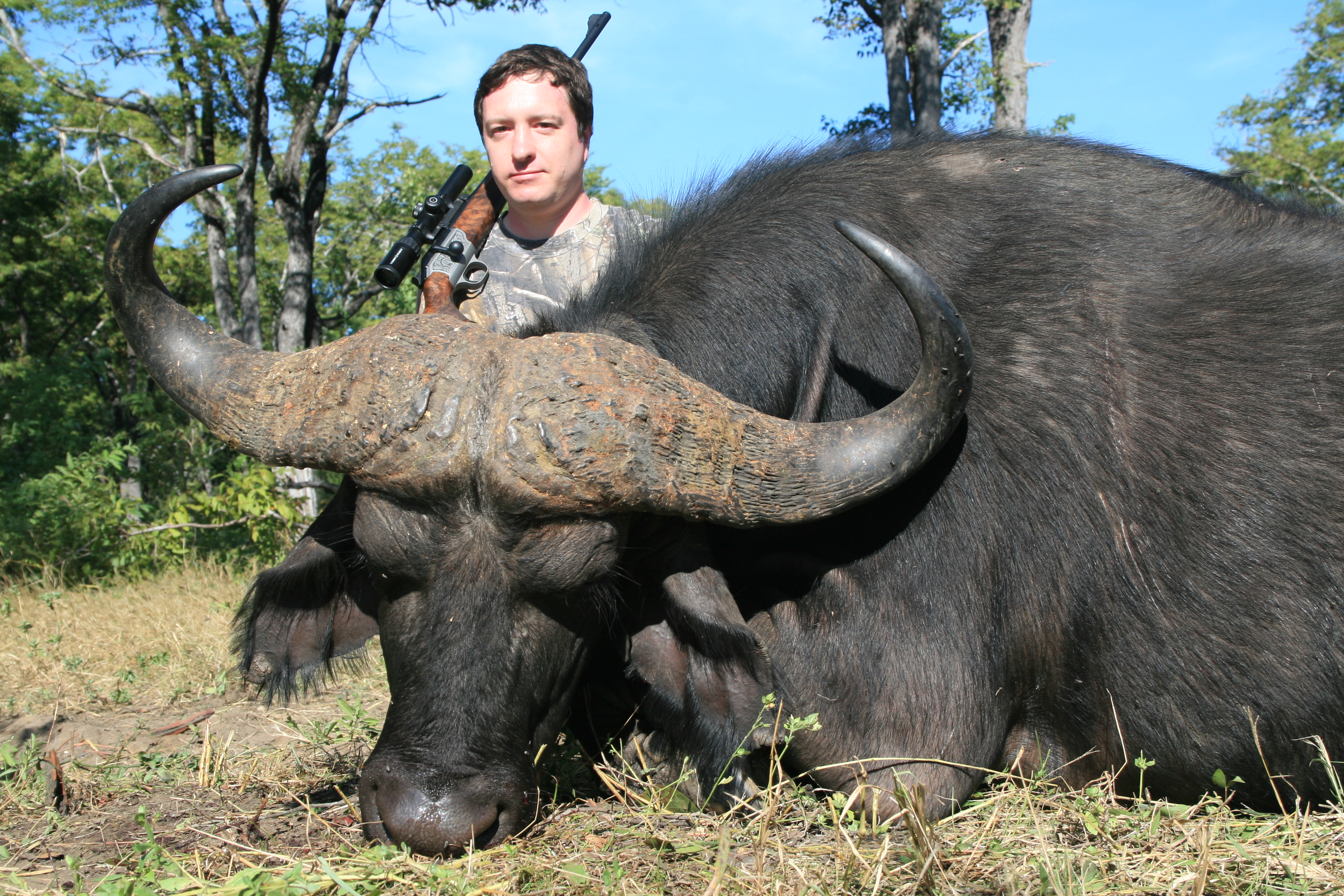
Caccia grossa in Zambia.

Gran parte del territorio è coperto dalla savana e da una rada foresta che prende il nome di tree-veld. La foresta di tipo equatoriale è poco estesa e si trova limitata alla regione compresa tra i laghi Moero, Bangweulu e Tanganica e intorno al secondo sfuma in vere e proprie paludi verso sud e nella foresta-parco verso nord ed est. Ancora la foresta-parco è diffusa sui rilievi orientali mentre lungo lo Zambesi e gli altri corsi d'acqua si allunga la più lussureggiante foresta a galleria.
La savana è l'ambiente più idoneo alla diffusione e allo sviluppo dei grossi mammiferi e queste terre avevano, prima dell'arrivo degli europei, un'eccezionale ricchezza faunistica. Ora molto limitata è la diffusione del leopardo, della iena, del licaone, dello sciacallo mentre l'elefante è ancora frequente nelle regioni più settentrionali; il più diffuso dei grossi mammiferi è sempre l'antilope, con una notevole varietà di forme e di mole anche estremamente diverse. Numerosissimi gli uccelli, i rettili e gli insetti, tra i quali la mosca tse-tse, responsabile della scarsa diffusione dell'allevamento bovino ed equino.
Numerose riserve di caccia ospitano i safari di facoltosi cacciatori, provenienti da tutto il mondo, dando luogo a una fiorente attività economica.

## Cultura

### Patrimoni dell'umanità
Le Mosi-oa-Tunya/Cascate Vittoria è il primo sito dello Zambia iscritto, nel 1989, nella Lista dei patrimoni dell'umanità dell'UNESCO.

### Produzione letteraria

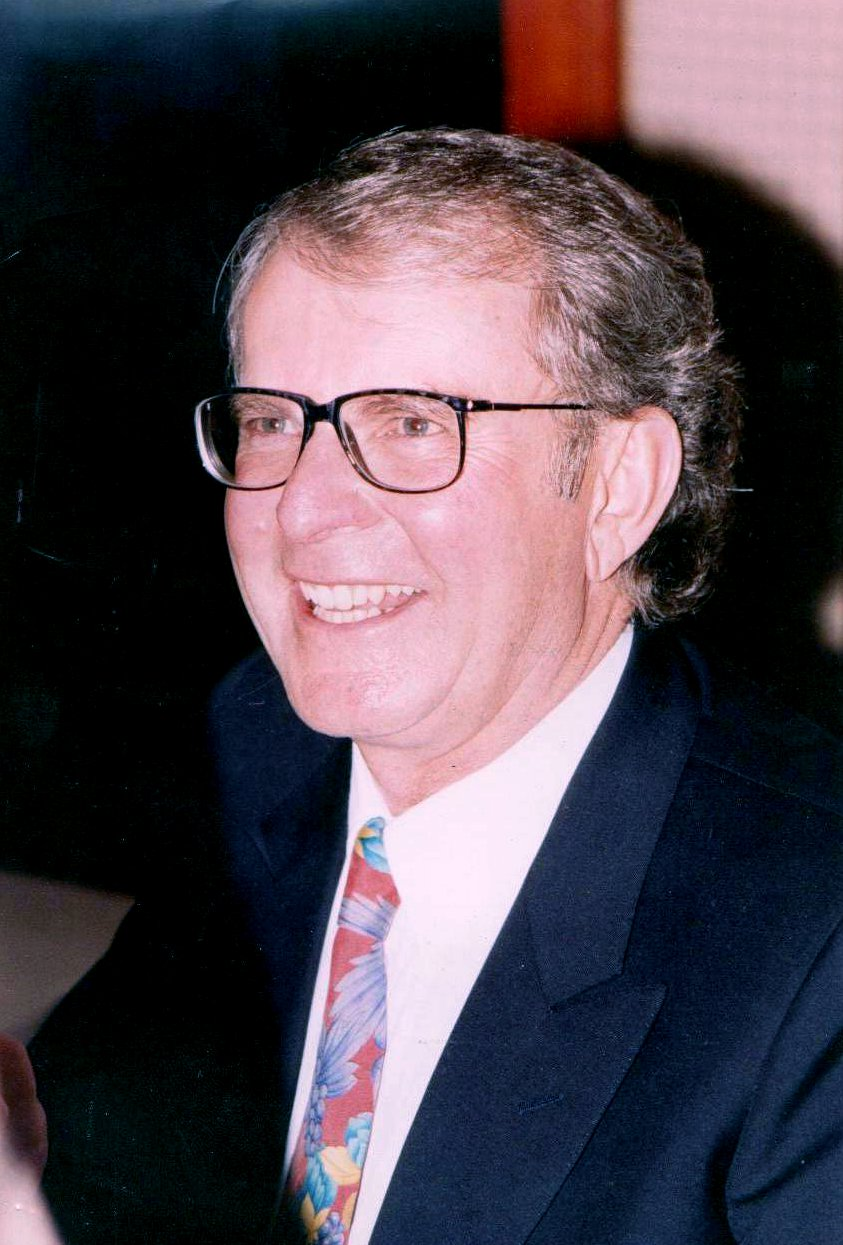
Wilbur Smith, tra i maggiori esponenti del genere d'avventura.

In campo letterario tra gli esponenti del genere d'avventura spicca Wilbur Smith, considerato spesso il Maestro dell'avventura .

### Musica
Tra gli esponenti del genere musicale rock possiamo ricordare Robert John "Mutt" Lange.

### Cinema
Tra i film zambiani che hanno ottenuto diversi riconoscimenti internazionali spicca I Am Not a Witch, della regista Rungano Nyoni; il film, tra l'altro, ha ricevuto 10 nomination e tre vittorie al British Independent Film Awards 2017.

### Gastronomia
Un popolare snack salato dello Zambia è il Chikanda .

## Sport

### Calcio
La Nazionale di calcio dello Zambia ha una buona tradizione a livello continentale, ma non ha mai partecipato alla fase finale di un mondiale. Nel 1988, alle Olimpiadi di Seul, vinse il proprio girone, battendo anche la Nazionale Olimpica italiana per 4-0. Nel 1993, nel trasferimento verso Dakar per la disputa di una partita per la qualificazione mondiale, l'aereo su cui viaggiava la Nazionale ebbe un incidente in cui perirono diciotto giocatori, il tecnico e altri membri dello staff. Ciononostante riuscì a raggiungere la finale della Coppa d'Africa l'anno successivo, dove perse 2-1 contro la Nigeria. In seguito vinse a sorpresa l'edizione 2012 della Coppa d'Africa, battendo in finale la Costa d'Avorio ai calci di rigore.

### Atletica leggera
Per quanto concerne l'atletica leggera è da ricordare, in particolare, Samuel Matete, primo campione del mondo di atletica leggera dello Zambia.

### Giochi olimpici
Lo Zambia ai Giochi olimpici ha finora vinto un argento e un bronzo. La prima medaglia olimpica per lo Zambia fu la medaglia di bronzo vinta nel pugilato da Keith Mwila, ai Giochi olimpici di Los Angeles 1984.

## Ricorrenza nazionale
- 24 ottobre: Independence Day Giorno dell'indipendenza dal Regno Unito, nel 1964.

### Altre ricorrenze nazionali
- 28 aprile: Giorno del compleanno di Kenneth Kaunda, primo presidente dello Zambia.